# Semidalis peruviensis
Semidalis peruviensis is een insect uit de familie van de dwerggaasvliegen (Coniopterygidae), die tot de orde netvleugeligen (Neuroptera) behoort. 
De wetenschappelijke naam Semidalis peruviensis is voor het eerst geldig gepubliceerd door Meinander in 1974.